# BD-08 2823 c
BD-08 2823 c est une exoplanète découverte en 2009.